# Scleranthus
- Commons
- Wikispecies

Scleranthus L. é um género botânico pertencente à família Caryophyllaceae.

## Sinonímia
- Mniarum J.R. Forst. et G. Forst.

## Espécies
- Scleranthus annuus
- Scleranthus biflorus
- Scleranthus diander
- Scleranthus minusculus
- Scleranthus perennis
- Scleranthus pungens
- Scleranthus singuliflorus
- Lista completa

## Classificação do gênero
| Sistema | Classificação                   | Referência               |
| ------- | ------------------------------- | ------------------------ |
| Linné   | Classe Decandria, ordem Digynia | Species plantarum (1753) |